# Slaughter (kanadische Band)
Slaughter (engl. ‚Schlachtung‘, ‚Metzelei‘) waren eine der ersten Death-Metal-Bands überhaupt. In ihrem Stil finden sich auch Thrash-Metal-Elemente.

## Bandgeschichte
Die Band wurde 1984 gegründet. In den frühen Tagen der Band war Chuck Schuldiner als Gitarrist aktiv. Nach der Veröffentlichung von vier Demos erhielt man einen Plattenvertrag bei dem Musiklabel Fringe, auf dem 1986 das Debütalbum Strappado veröffentlicht wurde. Dieses Album gilt als Referenzwerk des frühen Death Metal. Das Lied Fuck of Death wurde unter anderem durch Mortician gecovert. Nach Strappado wurden die Veröffentlichungen alle in Eigenverantwortung getätigt. Die Band löste sich erstmals 1989 auf, wurde jedoch 1991 unter dem Namen Strappado (die Umbenennung erfolgte wegen des Erfolgs der gleichnamigen Hard-Rock-Band) wieder aktiv und schloss sich im Jahr 1996 wieder zusammen. Dieser Zusammenschluss war eigentlich nur für das Einspielen einer Coverversion (Dethroned Emperor) von Celtic Frost für ein anstehendens Tributalbum gedacht. Jedoch löste sich die Band erst 2001 endgültig auf.

## Diskografie
- 1984: Meatcleaver (Demo)
- 1984: Bloody Karnage (Demo)
- 1985: Live Karnage (Live-Demo)
- 1985: Surrender or Die (Demo)
- 1986: Nocturnal Hell (EP)
- 1986: Strappado
- 1988: Paranormal (Demo)
- 1988: The Dark – Demo IV (Demo)
- 1990: Not Dead Yet
- 2001: Not Dead Yet / Paranormal (Best-of-Album)
- 2004: Back to the Crypt / Sadist (Split-EP mit NunSlaughter)
- 2004: Fuck of Death (Live-Album)

## Nachweise
1. ↑  Frank Stöver: Voices from the Darkside. Neues aus der Death Metal- und Grindcoreszene. In: Horror Infernal. Nr. 33, Dezember 1991.